# Повернення Баттерфляй (балет)
«Повернення Баттерфляй» — балет на 2 дії Джакомо Пуччіні — Мирослава Скорика, лібрето Валерії Врублевської. В основі балету реальні факти з життя видатної оперної співачки кінця XIX — початку XX століття Соломії Крушельницької.

## Сюжет
Балет має дві сюжетні лінії. Мирослав Скорик в одному з інтерв'ю розповів: «Я написав балет „Повернення Баттерфляй“ на основі творів Пуччіні, партій, які співала Соломія Крушельницька, і своєї музики. Він успішно йде на сцені Львівського театру опери і балету, який носить ім'я геніальної співачки. Нагадаю, коли Пуччіні представив вперше публіці свою оперу «Мадам Баттерфляй» з головною героїнею — Чіо-Чіо-сан, натовп освистав композитора. Будучи в повному розпачі, він згадав про знайому добре відому італійській публіці талановиту співачку Соломію Крушельницьку і вирішив здійснити другу спробу постановки опери з нею в головній ролі. І тріумфу було досягнуто. Публіка привітала Пуччіні і як переможця винесла його на руках зі сцени. Це одна сюжетна лінія балету «Повернення Баттерфляй».
Інша — взаємини з учителем танців сестри Соломії — Нусі, яка приїхала з Галичини вчитися співу в Італію. Соломія, кредо життя якої було служіння тільки мистецтву, не може зрозуміти сестри, в якої також прекрасний голос і можливі великі творчі перспективи. В пориві гніву вона забороняє Нусі бачитися з коханим, в якого, виявляється, є дружина і діти. Нуся усе це тяжко переживає. Соломія згадує свій шлях у мистецтво».

## Прем'єра
Прем'єра балету відбулася у Львівському національному академічному театрі опери та балету ім. С. Крушельницької (Львівська національна опера) 18 березня 2006 року.

#### Постановники балету
- Балетмейстер-постановник — заслужений артист України Сергій Наєнко,
- диригент-постановник — народний артист України Михайло Дутчак,
- диригент — заслужений артист України Юрій Бервецький,
- художник-постановник — народний художник України Тадей Риндзак,
- художник костюмів — заслужений художник України Оксана Зінченко.[2]

#### Виконавці головних партій
У прем'єрній виставі ролі виконували: 

- Соломія — заслужена артистка України Христина Трач,
- Пуччіні — заслужений артист України Ігор Храмов,
- Нуся, сестра Соломії — заслужена артистка України Анастасія Ісупова,
- Леонардо — заслужений артист України Євген Свєтліца.[3]

Сергій Наєнко про балет
Балетмейстер Сергій Наєнко після прем'єри вистави зазначив: «Для мене балет „Повернення Баттерфляй“ — це вибачення перед геніальною співачкою, яка в умовах несправедливої системи одержала почесне звання — усього лише заслуженого діяча мистецтв України — тільки в 1951 році, за рік до смерті, водночас будучи примадонною світового рівня».

## Бюджет
Бюджет постановки «Повернення Баттерфляй» становив понад 200 тис. грн.

## Подарунок композитору
13 липня 2016 року колектив Львівського Національного академічного театру опери та балету ім. С. Крушельницької привітав балетом «Повернення Баттерфляй» маестро Мирослава Скорика, який був присутній у залі. .